# Музей техники Вадима Задорожного
Музей техники Вадима Задорожного — крупнейший в России частный музей техники (ретроавтомобилей, мотоциклов, военной техники). Основан в 2001 году, расположен в посёлке Архангельское Красногорского района Московской области.

## История создания
Музей был создан в 2001 году по инициативе коллекционера и предпринимателя Вадима Задорожного. В тот момент он представлял собой уличную экспозицию из 10 образцов военной техники.  
Официальное открытие музейного комплекса состоялось 12 апреля 2008 года. За прошедшие годы музей расширился в десятки раз, построено современное здание, а также реставрационные мастерские. 
В 2012 году Задорожный рассказал о динамичном развитии музея: «Мы развиваемся, и у нас всего одна просьба: не мешайте. За военно-исторические самолёты мы платим транспортный налог. За 12 самолётов казна получает 4,5 млн рублей в год. Если нам не станут мешать, мы построим лучший музей в Европе».
На территории музея располагается киностудия «Военфильм», созданная Игорем Угольниковым и Вадимом Задорожным.

## Экспозиция музея
По состоянию на 2014 год в экспозиции Музея техники Вадима Задорожного находилось около 1000 экспонатов, среди которых уникальные ретроавтомобили (от паровых сельскохозяйственных машин XIX века до советских и зарубежных автомобилей 1960-х годов), мотоциклы, серийные и редкие опытные образцы военной техники (танки, самолёты, ракетные установки и т. д.), стрелковое оружие, коллекция рекламных и агитационных плакатов, фотоаппаратов и агитфарфора. Ряд экспонатов находится на ходу и регулярно принимает участие в различных исторических реконструкциях. Одним из них стала реконструкция боевой техники и машин Великой Отечественной войны для участия в мероприятии на Красной площади 7 ноября 2011 года. В музее также предоставляется услуга поездки на образцах военной техники.
Для посетителей открыто основное здание Музея с размещённой на трёх этажах выставкой площадью 6 тыс. квадратных метров, а также обширная уличная экспозиция.
В основном здании располагаются довоенные советские, немецкие, итальянские, французские и американские автомобили. Особого внимания заслуживают самый старый в России автомобиль — безлошадный экипаж Holsman 1908 года выпуска, ЗИС-115 — первый советский автомобиль со скрытым бронированием, созданный специально для И. В. Сталина, Mercedes-Benz 770K — автомобиль высшего германского командования, так называемый «Фюрерваген», и Delahaye 135 CC «Синяя птица» — машина легендарного французского гонщика 1930-х годов Рене Дрейфуса.
В здании также экспонируются небольшие самолёты времён Первой Мировой войны и межвоенного периода.
Кроме того, в основном здании расположена коллекция немецких и советских мотоциклов (в том числе собрание довоенной продукции завода ИЖ) и самолётов закрытого ныне музея ОКБ Яковлева, включая последний сохранившийся Як-15 и самый первый самолёт, созданный Яковлевым, — АИР-1.
На аллее военной техники представлены танки, противотанковые пушки, гаубицы, миномёты, самоходная артиллерия, зенитно-ракетные комплексы, реактивные системы залпового огня, боевые самолёты и вертолёты.
Также на уличной экспозиции представлены ретрогрузовики и ранняя продукция тракторной промышленности.
В мае 2023 года на территорию музея из Мариуполя были привезены 2 трамвайных вагона (пассажирский Tatra T3 и вагон-снегоочиститель ГС-4), пострадавшие во время боевых действий.

## Мероприятия в музее
В Музее техники Вадима Задорожного периодически проводятся тематические мероприятия, лекции и встречи с лётчиками пилотажных групп. Так, в ноябре 2019 года в музее прошла встреча с лётчиками пилотажной группы «Русь» и показ фильма об этой АГВП. 8 февраля 2020 года в музее состоялась лекция «Акробаты неба», в рамках которой главный конструктор ОКБ Сухого В. Зенкин рассказал о спортивных самолетах этого конструкторского бюро. В рамках лекции была рассказана история создания самолётов Су-26, Су-29 и Су-31.

## Участие в выставках и авиасалонах
Экспозиция техники Музея Вадима Задорожного регулярно появляется на различных авиационных мероприятиях и выставках.
Экспозиционная площадка Музея с выставкой «Крылатая память Победы» была представлена на авиасалоне МАКС в 2019 году. На фестивале «Московское небо», который проходил на территории МАРЗ, музей представил экспозицию самолётов Первой мировой войны. На фестивале «Московское небо» (иначе он назывался «НЕБО: теория и практика») сотрудниками музея также организовывались интерактивные площадки.

## Фотогалерея

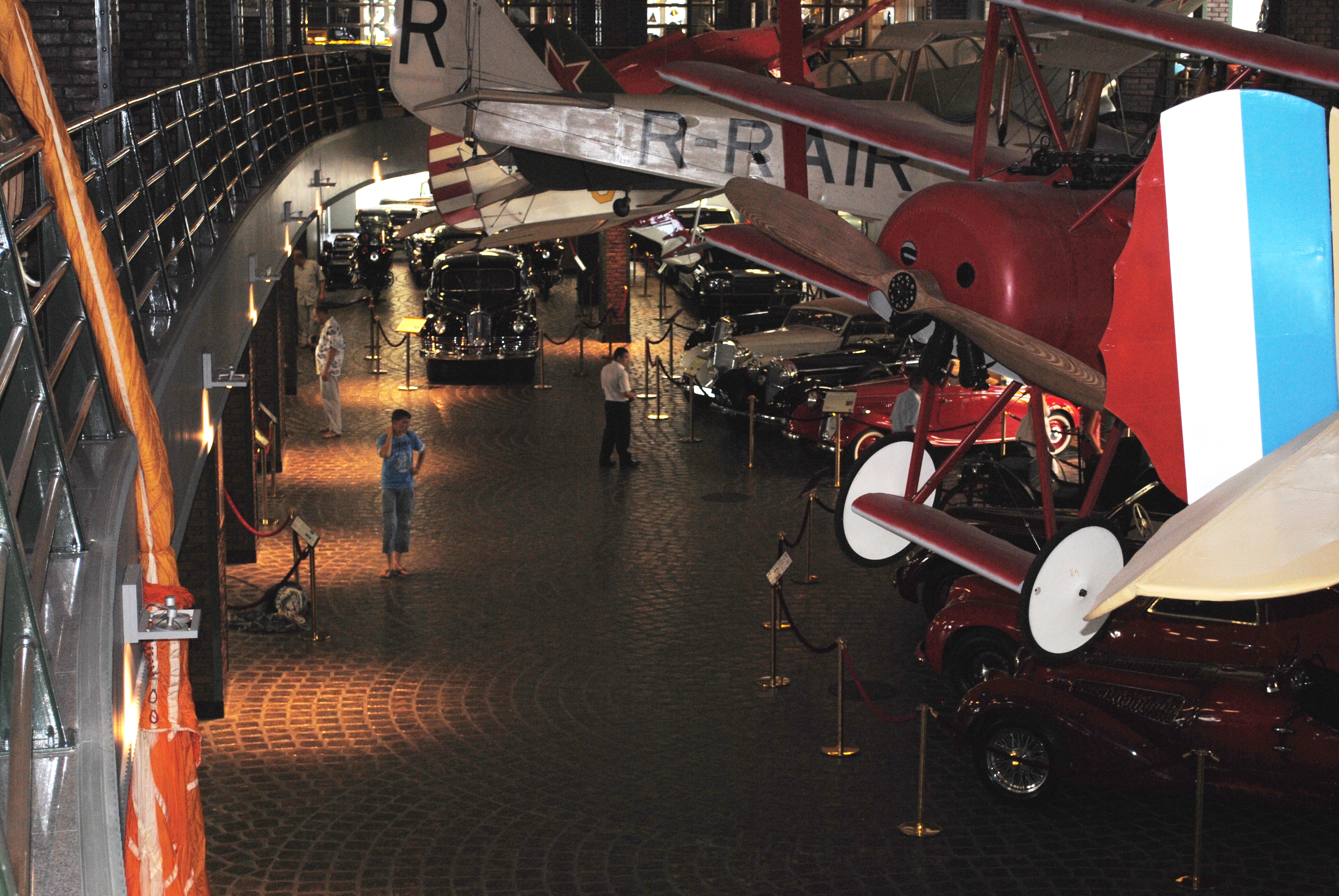
Зал музея
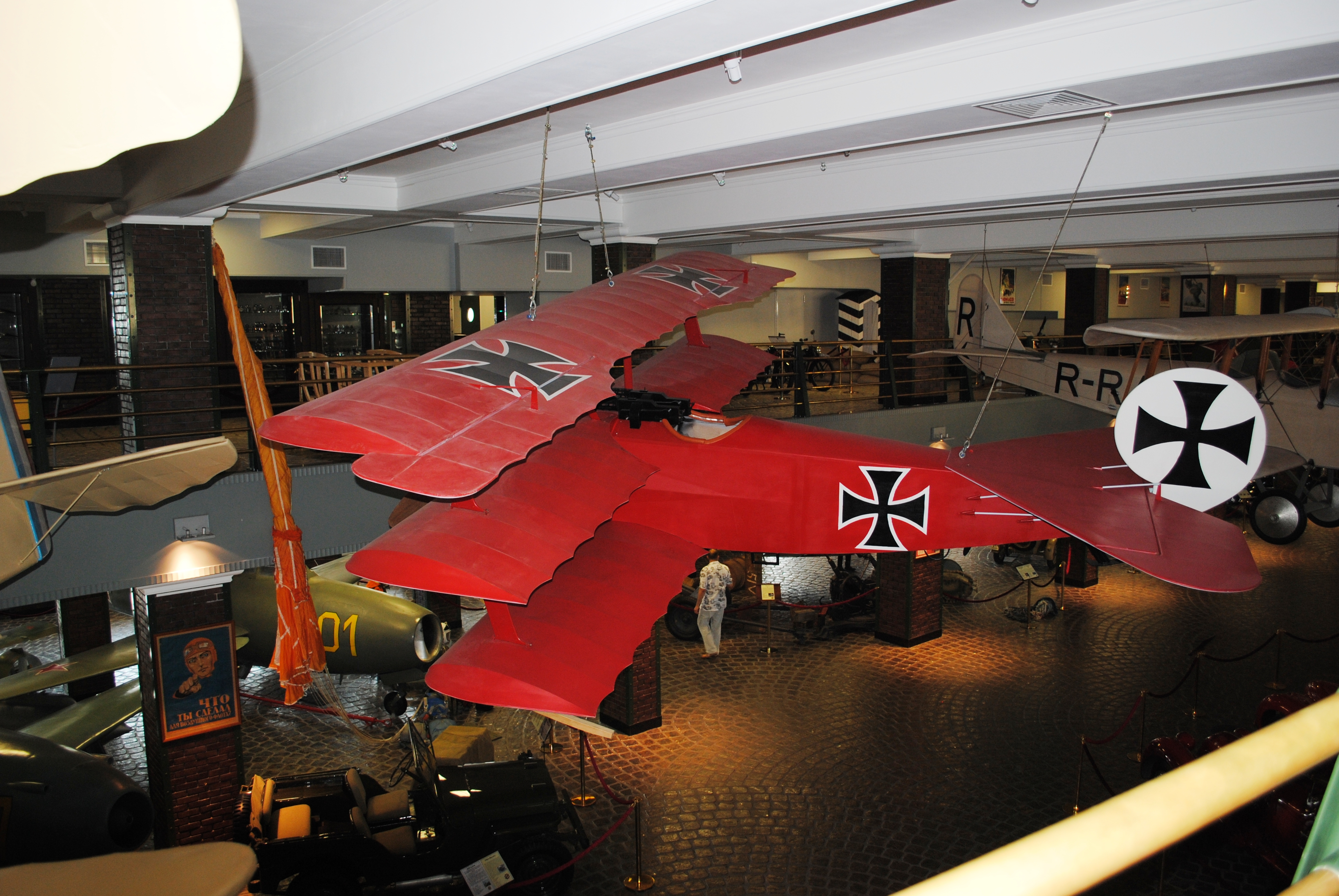
Самолёты Первой мировой войны
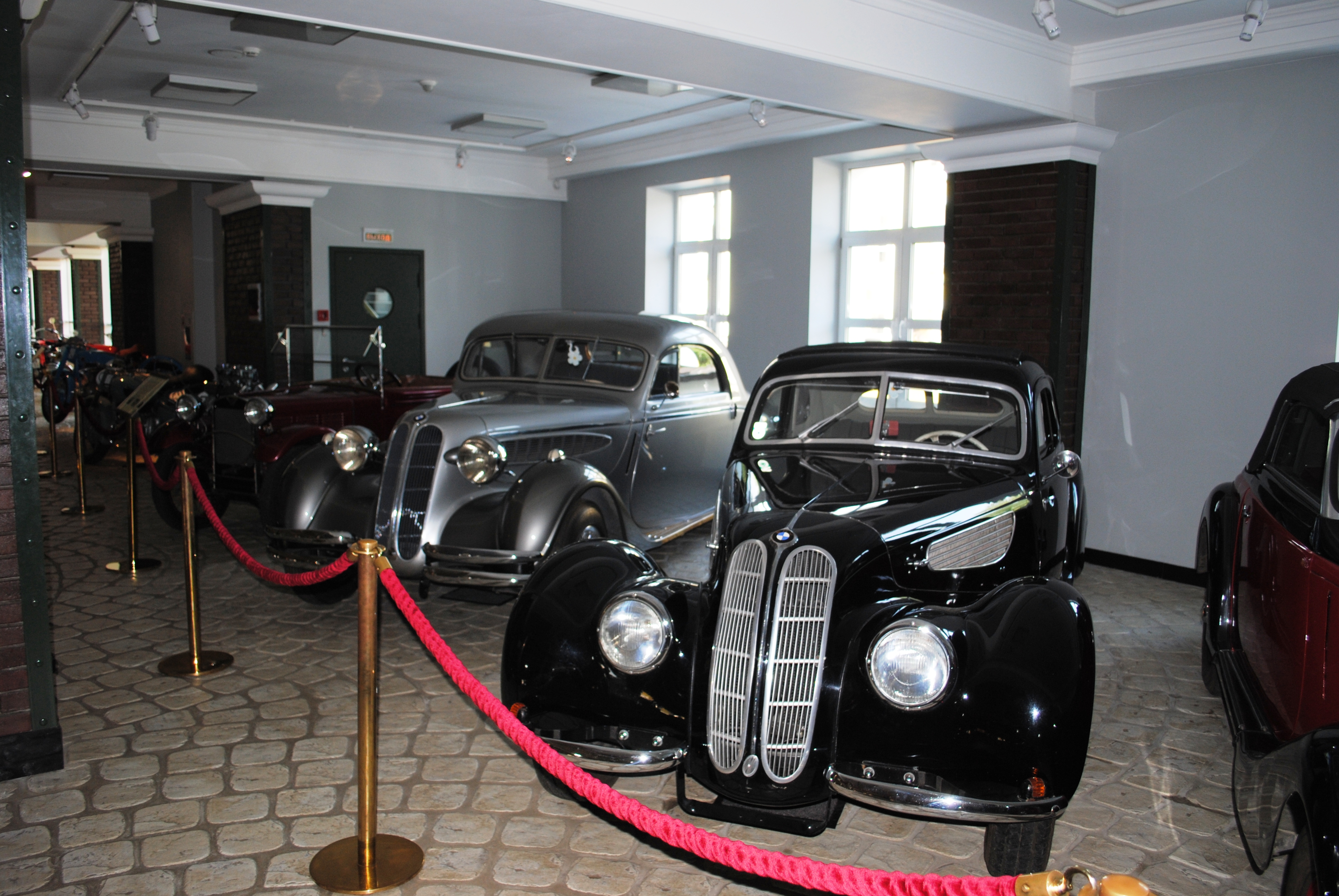
Автомобили BMW
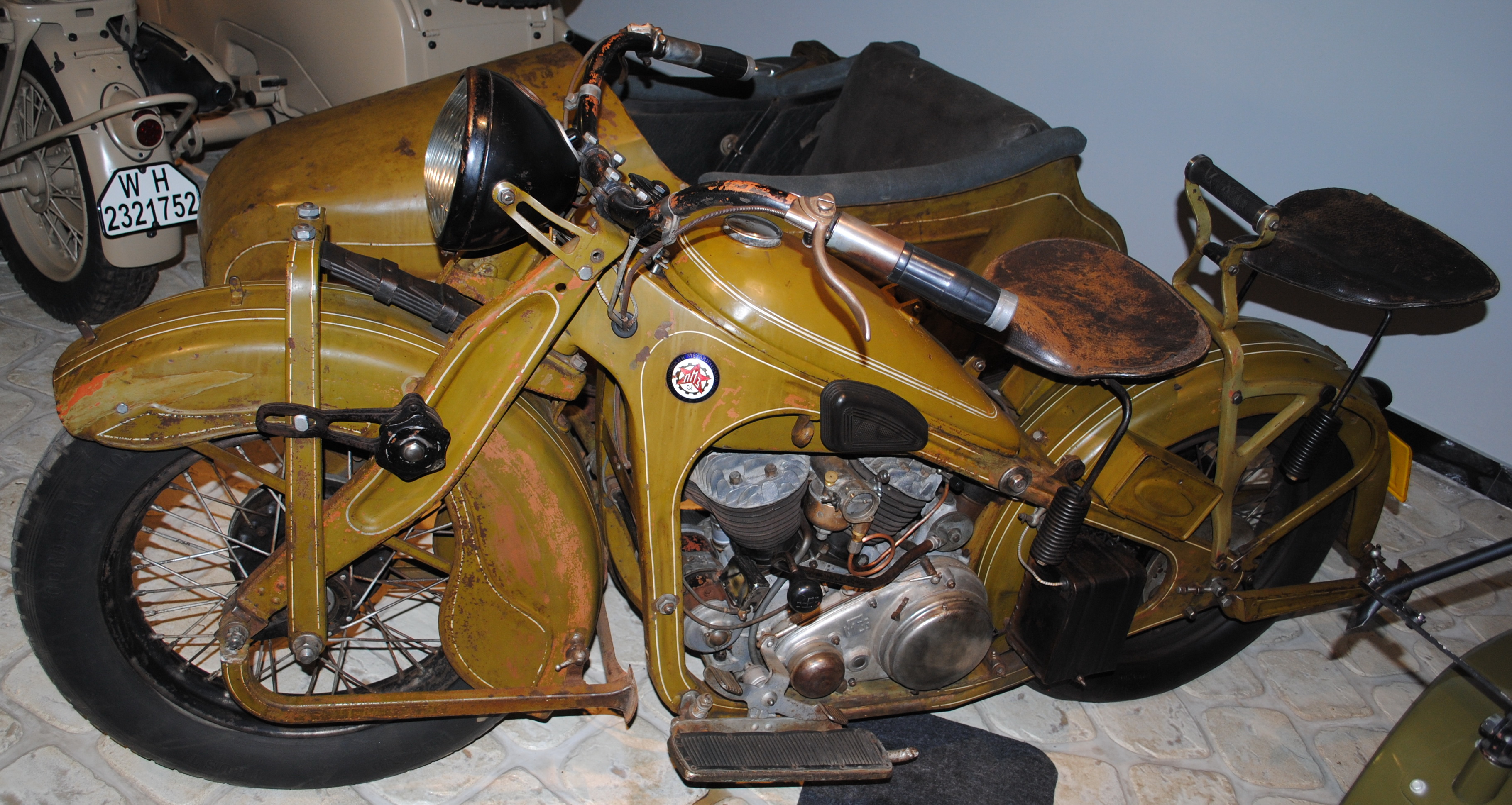
Первый советский тяжелый мотоцикл
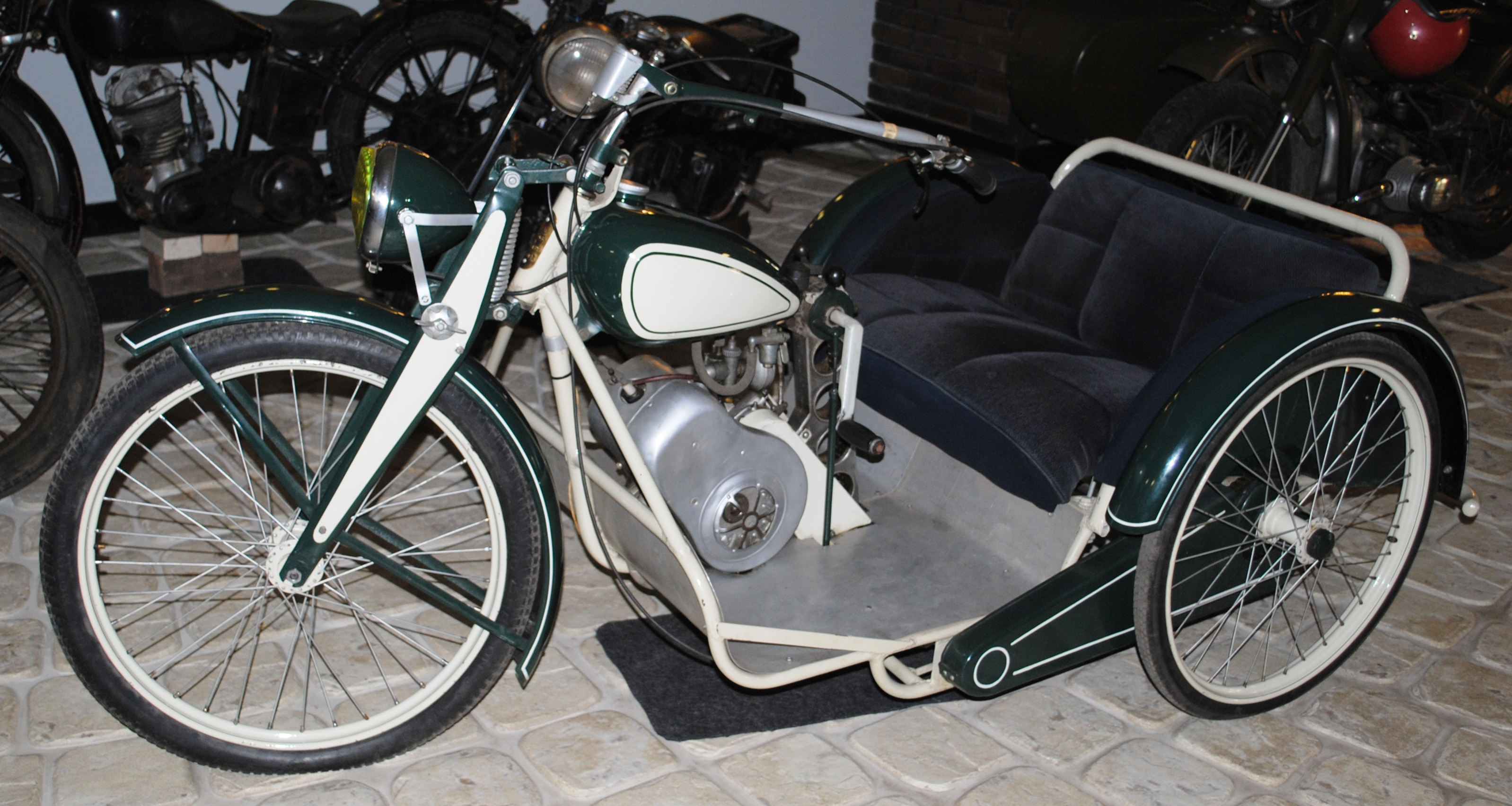
Первая советская мотоколяска
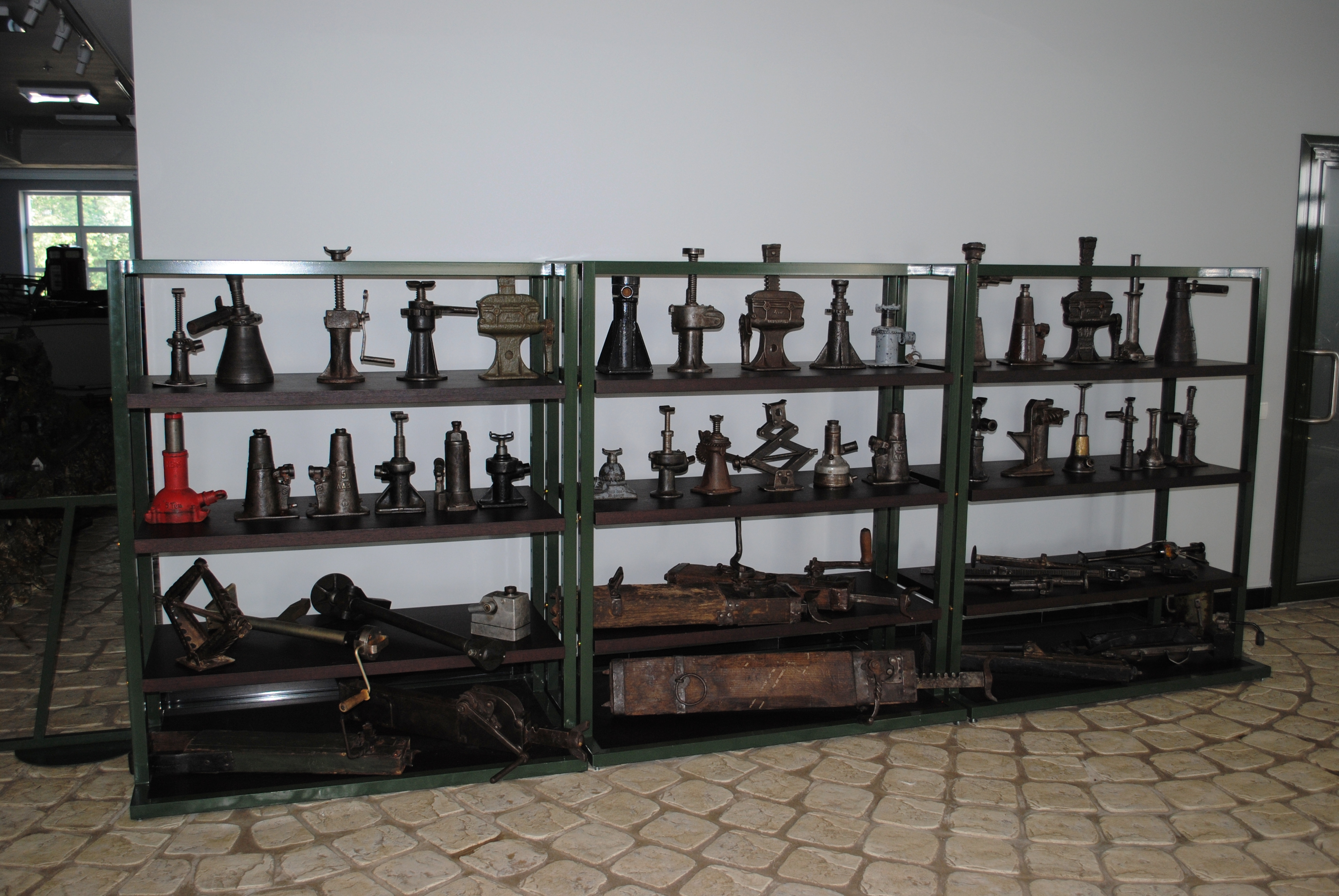
Коллекция домкратов
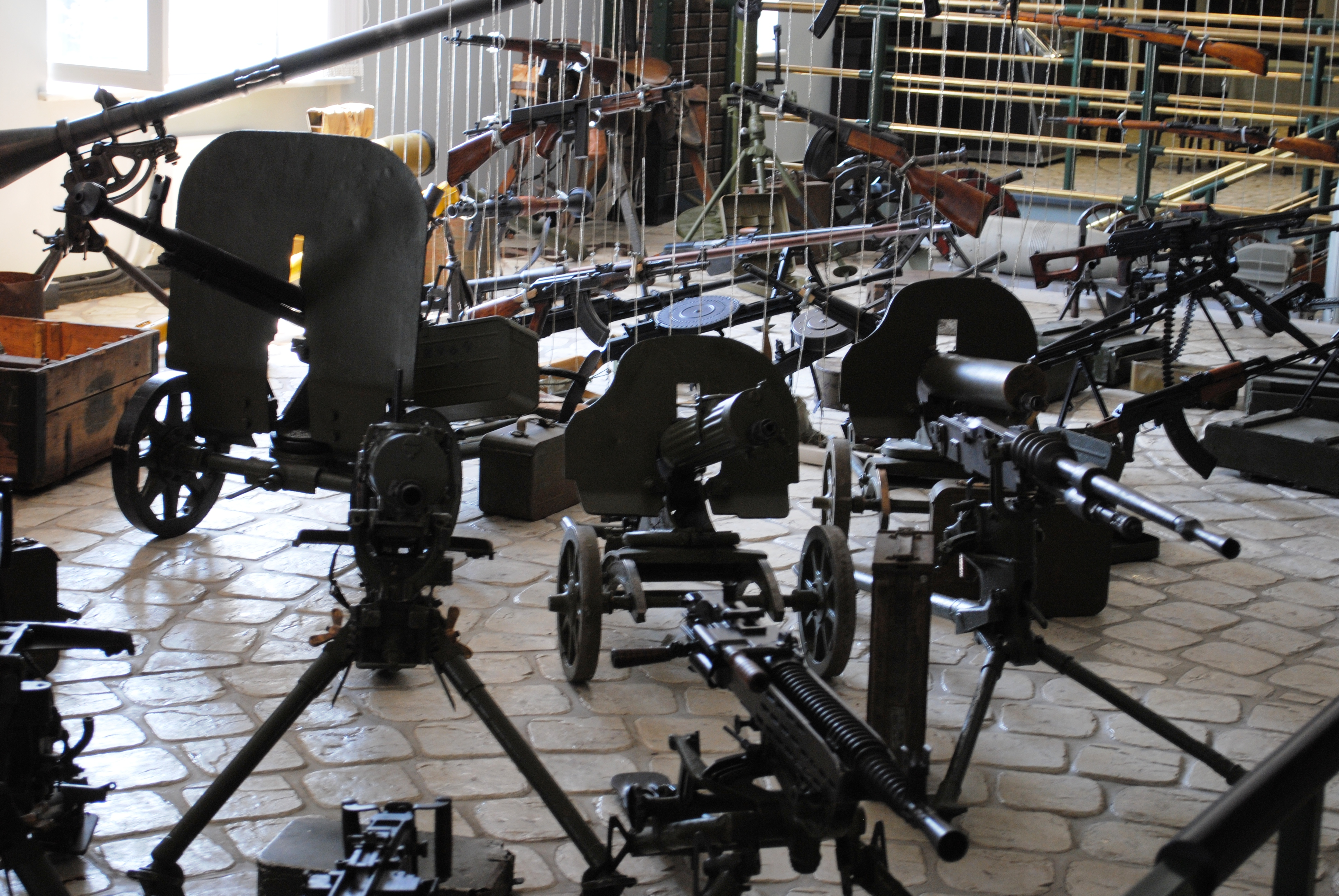
Коллекция автоматического оружия
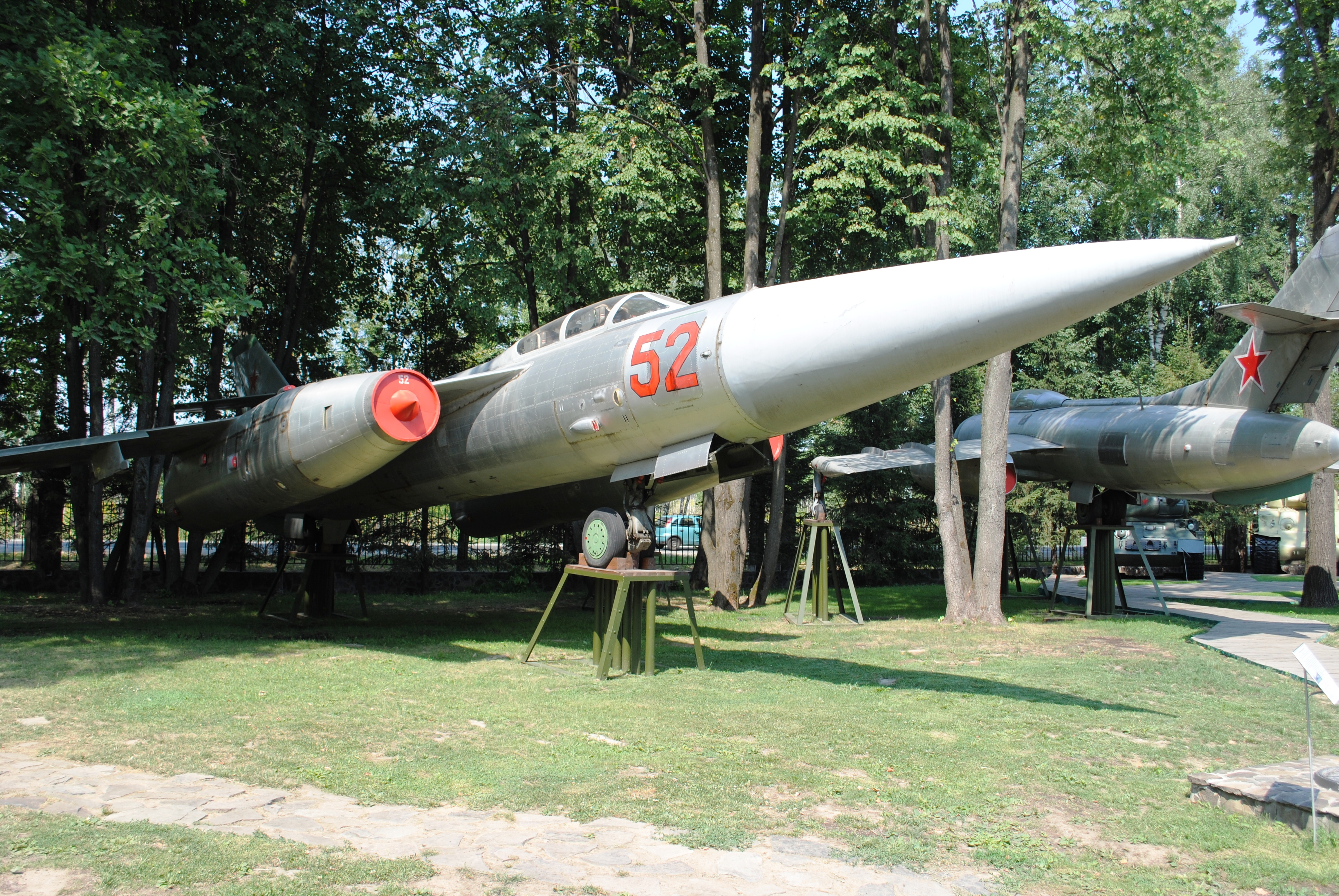
Авиационная техника
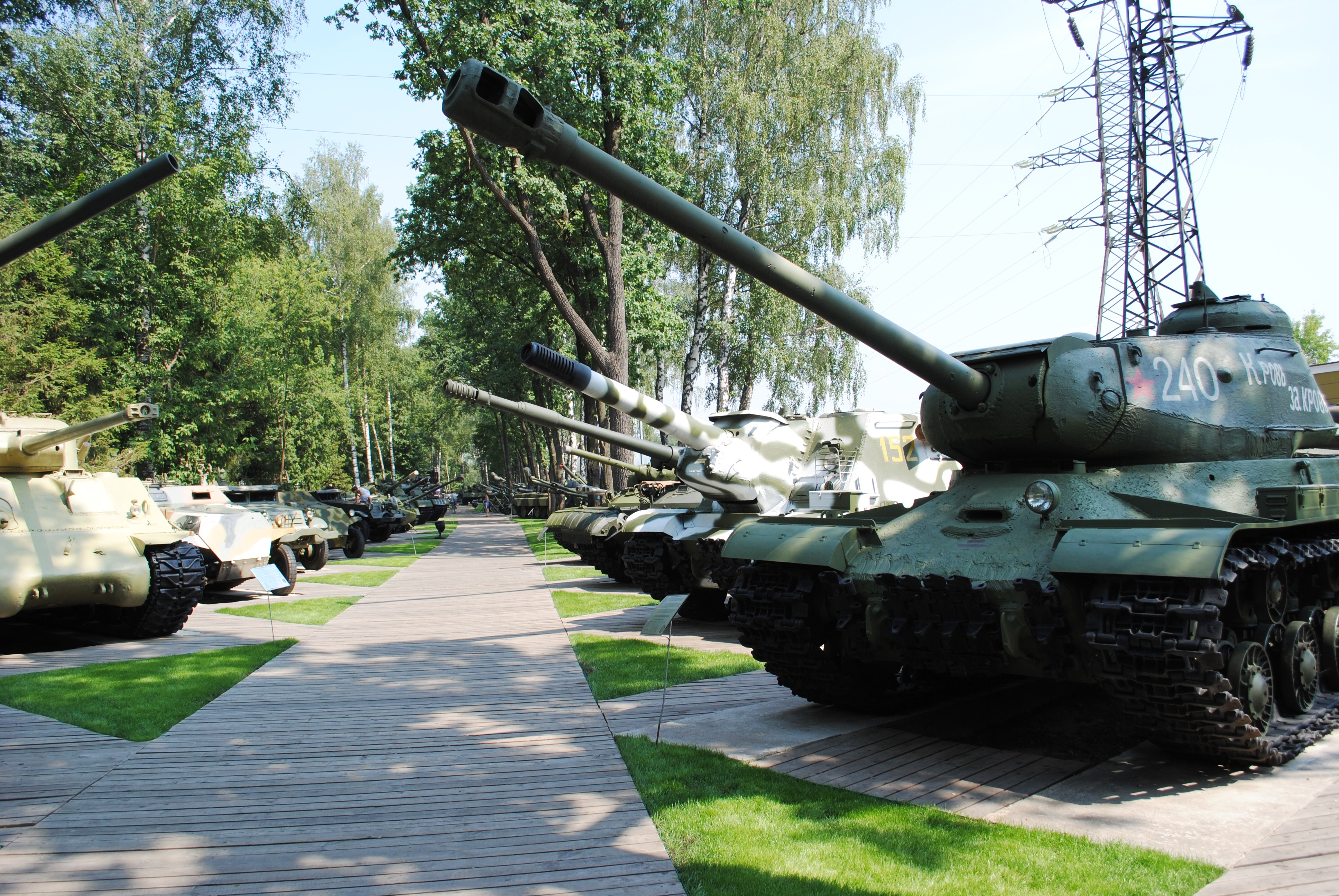
Танки
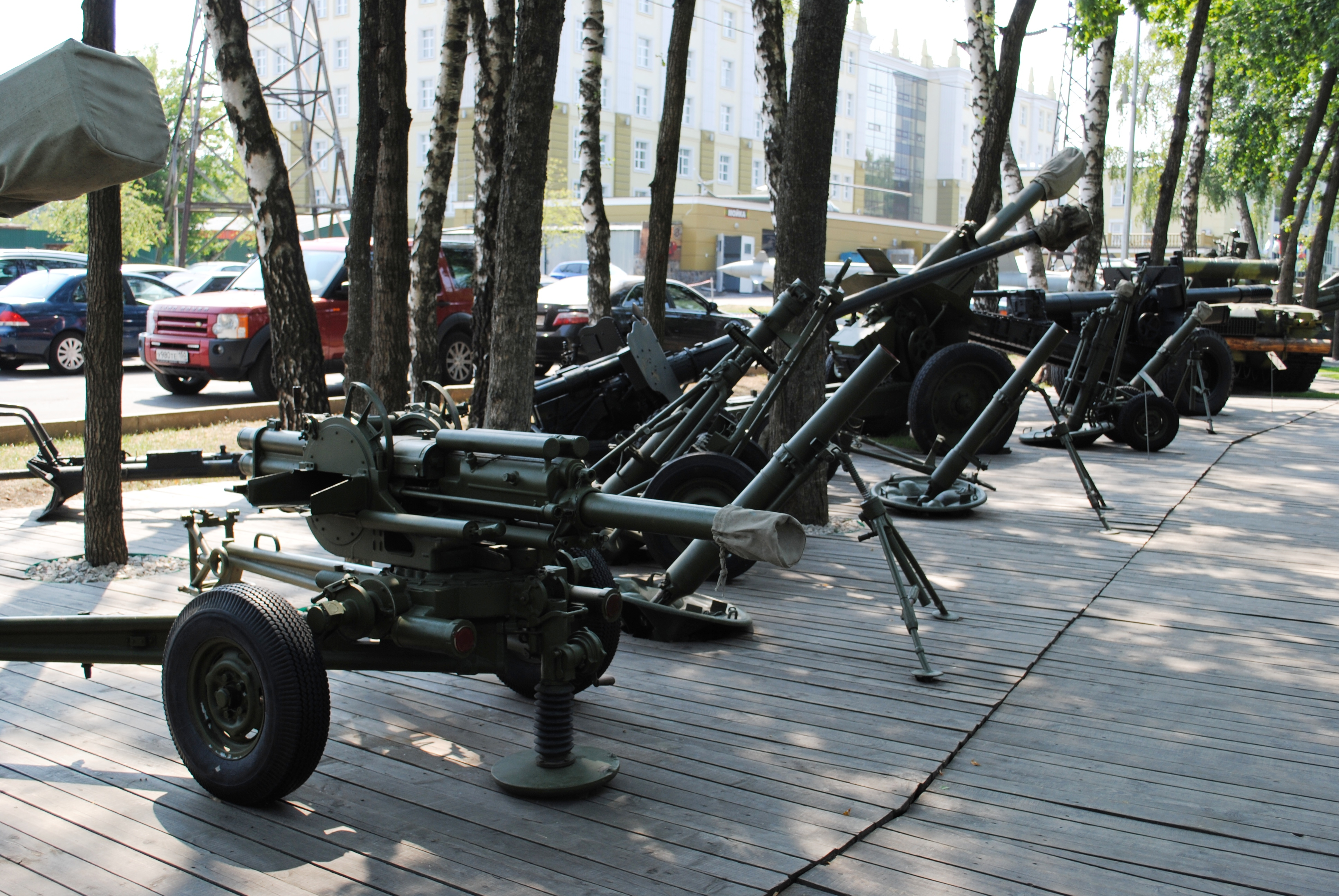
Миномёты и пушки
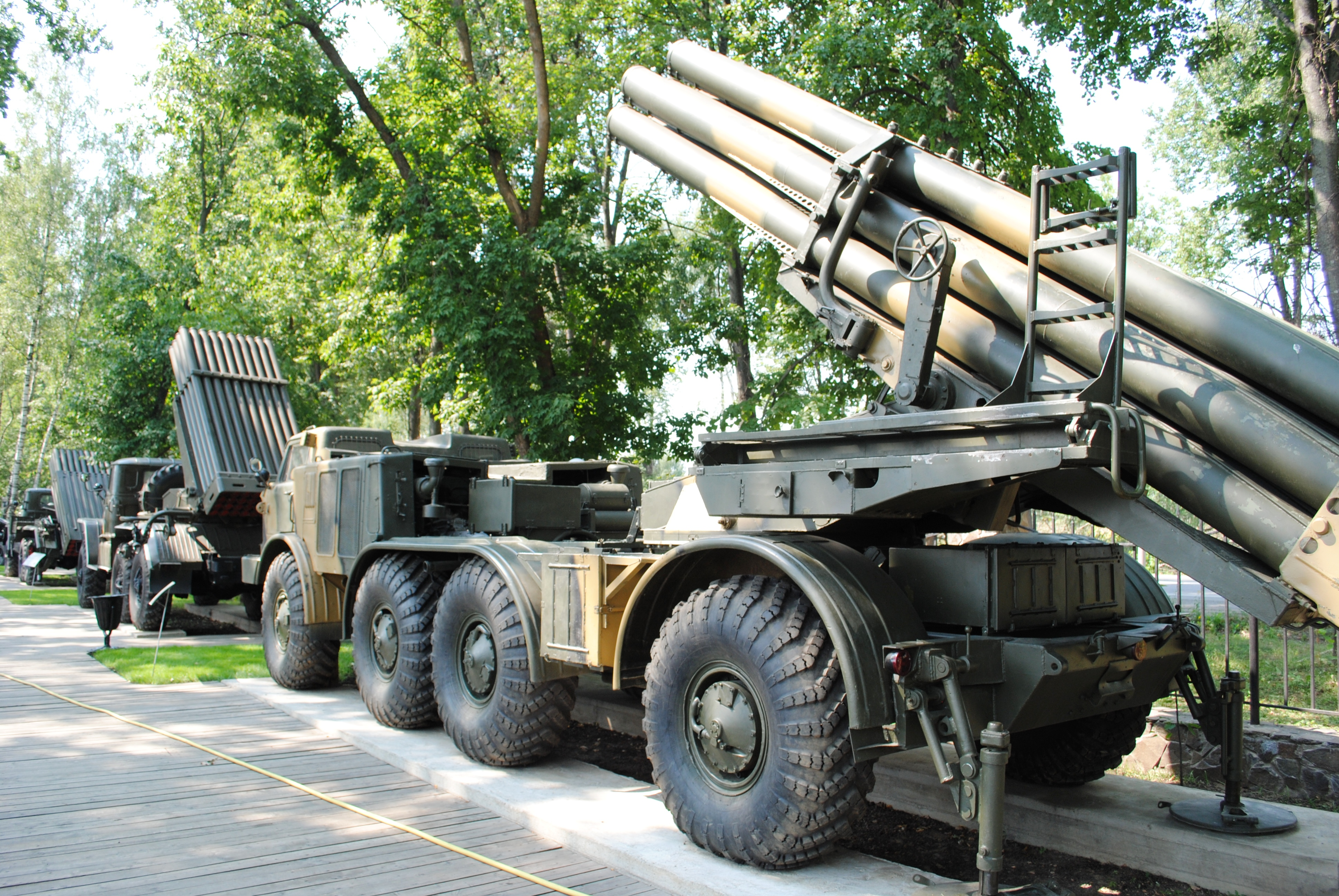
Системы залпового огня